# 斎賀・浪川のDriver's High!!
『斎賀・浪川のDriver's High!!』（さいがなみかわのどらいばーずはい）は、ラジオ関西のアニたまどっとコム内で放送されていた番組。

## 概要
クルマ好きな斎賀みつきと浪川大輔によるドライブテイストいっぱいの番組。

## コーナー
ドキドキチキンレース・もう、限界です!!
２人が度胸試しに挑戦するコーナー。
feat.○○（フィーチャリング○○）
さまざまなモノや人物とコラボレーションしていこう!というコーナー。
世界の防波堤で浪川が叫ぶ
リスナーが普段思っている、叫びたいけど叫べない!ことを浪川が代わりに叫ぶコーナー。
ナビゲーションシステム、ナビカワ君
リスナーが抱えている疑問について浪川がお答えするコーナー。
この…青二才が!!
リスナーの未熟な経験を、斎賀が道しるべとなって叱るコーナー。
Hi!テンションワード
思わず「ハイテンション」になってしまう言葉を送ってもらうコーナー。
深夜のピロートーク
リスナーから届いたトークのお題を、浪川がピロートーク風にお話しするコーナー。
上記には不定期コーナーも含んでいる。

## 番組テーマ曲
- Just go ahead!（斎賀みつきfeat.JUST）

## ゲスト
- 第5回 - 森久保祥太郎
- 第8回 - 西岡和哉
- 第18回 - 日野聡、立花慎之介

## DJCD
- 斎賀・浪川のDriver's High!! DJCD 1st. DRIVE（2010年12月29日発売予定）

豪華盤には特典DVDが同梱される予定。